# Lake View (Iowa)
Lake View ist eine Kleinstadt (mit dem Status „City“) im Sac County im US-amerikanischen Bundesstaat Iowa. Im Jahr 2010 hatte Lake View 1142 Einwohner, deren Zahl sich bis 2015 auf 1125 verringerte. Das U.S. Census Bureau hat bei der Volkszählung 2020 eine Einwohnerzahl von 1.113 ermittelt.

## Geografie
Lake View liegt im mittleren Nordwesten Iowas am Black Hawk Lake, der über den Indian Creek, den North Raccoon River, den Raccoon River und den Des Moines River zum Stromgebiet des Mississippi gehört. Der See ist nach Black Hawk benannt, einem Häuptling der früher in diesem Gebiet siedelnden Sauk- und Fox-Indianer.
Die geografischen Koordinaten von Lake View sind 42°18′42″ nördlicher Breite und 95°03′12″ westlicher Länge. Das Stadtgebiet erstreckt sich über eine Fläche von 6,27 km² und verteilt sich zum größten Teil über die Wall Lake Township und zu einem kleineren Teil über die Viola Township.
Am Südufer des Black Hawk Lake erstreckt sich der 35 Hektar große Black Hawk State Park.
Nachbarorte von Lake View sind Sac City (17,5 km nordnordöstlich), Yetter (20 km östlich), Auburn (21 km südöstlich), Breda (21 km südsüdöstlich), Wall Lake (7,7 km südwestlich), Odebolt (17 km westlich) und Early (25 km nordwestlich).
Die nächstgelegenen größeren Städte sind Iowas Hauptstadt Des Moines (191 km südöstlich), Kansas City in Missouri (402 km südlich), Nebraskas größte Stadt Omaha (173 km südwestlich), Sioux City (131 km westlich), South Dakotas größte Stadt Sioux Falls (274 km nordwestlich), die Twin Cities in Minnesota (Minneapolis und Saint Paul) (408 km nordnordöstlich) und Cedar Rapids (313 km ostsüdöstlich).

## Verkehr
Wenige Kilometer östlich von Lake View verläuft in Nord-Süd-Richtung der U.S. Highway 71. Durch das Zentrum der Stadt führt in West-Ost-Richtung als Hauptstraße der Iowa Highway 175. Alle weiteren Straßen in Lake View sind untergeordnete, teils unbefestigte Fahrwege und innerörtliche Verbindungsstraßen.
Mit dem Sac City Municipal Airport befindet sich 15 km nordöstlich ein kleiner Flugplatz für die Allgemeine Luftfahrt. Die nächsten Verkehrsflughäfen sind der Des Moines International Airport (197 km südöstlich), das Eppley Airfield in Omaha (165 km südwestlich), der Sioux Gateway Airport in Sioux City (134 km westlich) und der Sioux Falls Regional Airport (279 km nordwestlich).

## Geschichte
1867 siedelten sich in der Nähe des Black Hawk Lake die ersten Weißen an. 1880 wurde hier ein Bahnhof der Eisenbahngesellschaft North Western Transportation errichtet. Der Bahnhof und der Ort erhielten zunächst die Bezeichnung Flechter. 1887 wurde der Ort in Lake View umbenannt.

## Bevölkerung
Nach der Volkszählung im Jahr 2010 lebten in Lake View 1142 Menschen in 564 Haushalten. Die Bevölkerungsdichte betrug 179,4 Einwohner pro Quadratkilometer. In den 564 Haushalten lebten statistisch je 1,95 Personen.
Ethnisch betrachtet bestand die Bevölkerung mit acht Ausnahmen nur aus Weißen.
16,1 Prozent der Bevölkerung waren unter 18 Jahre alt, 53,4 Prozent waren zwischen 18 und 64 und 30,5 Prozent waren 65 Jahre oder älter. 52,8 Prozent der Bevölkerung waren weiblich.
Das mittlere jährliche Einkommen eines Haushalts lag im Jahr 2014 bei 46.458 USD. Das Pro-Kopf-Einkommen betrug 31.040 USD. 8 Prozent der Einwohner lebten unterhalb der Armutsgrenze.

## Bekannte Bewohner
- Robert Presnell Sr. (1894–1969) – Drehbuchautor und Filmproduzent – geboren in Lake View